# Maria Lluïsa Faxedas Brujats
Maria Lluïsa Faxedas Brujats (Fornells de la Selva, 15 de febrer de 1974) és una historiadora de l'art gironina, professora d'Història de l'art contemporani a la Universitat de Girona. Ha estat regidora de l'Ajuntament de Girona.
Doctora en història de l'art per la mateixa universitat, les seves línies principals de recerca són l'art contemporani en general, l'art contemporani a Catalunya i la història de l'art feminista. Es va doctorar el 2007 amb una tesi que porta per títol Del Simbolisme a l'abstracció: l'ideal de la unitat de les arts en l'obra de Kandinsky i Mondrian. Un dels seus interessos també és la reflexió sobre la pràctica de la història de l'art, en especial en l'àmbit local de les comarques gironines. Ha coordinat el Màster en Comunicació i Crítica d'Art de la Universitat de Girona. És membre de la Càtedra d'Art i Cultura Contemporanis. Ha sigut la principal investigadora de l'obra El Gran dia de Girona de Ramon Martí Alsina, de qui va comissariar una exposició al Museu d'Art de Girona en col·laboració amb el Museu Nacional d'Art de Catalunya.
Des del 2003 fins al 2011 va ser tinenta d'alcalde i regidora de cultura a la ciutat de Girona.

## Obres destacades
- 2010 - Ramon Martí Alsina. El gran dia de Girona. Anatomia d'un quadre, Girona: Museu d'Art de Girona, 2011